# Zespoły miotoniczne
Zespoły miotoniczne – stany patologiczne, które charakteryzują się niemożnością natychmiastowego rozkurczu po skurczu mięśni szkieletowych.

## Przykłady chorób
- miotonia wrodzona – choroba rozpoczyna się w dzieciństwie lub u młodych dorosłych; dotyczy najczęściej mięśni zginaczy palców, zginaczy i prostowników kolana, mięśni brzucha, żwaczy, języka; miotonia mięśni oddechowych może przypominać astmę; mięśnie mogą być przerośnięte jak u atletów; cechą charakterystyczną jest zmiana położenia jąder komórkowych, przy niezmienionym strukturalnie układzie włókien, przemieszczają się one z peryferyjnych obszarów komórki w jej centrum; stwierdza się też osłabienie popędu płciowego i potencji; częściej chorują mężczyźni; z wiekiem objawy łagodnieją
- paramiotonia
- dystrofia miotoniczna
- miopatia hormonalna